# ROKUSAN ANGEL
ROKUSAN ANGEL(ロクサンエンジェル)は、東京都港区六本木3丁目にあるショー・クラブである。所属ダンサーのステージを見ながら飲食をすることができる。

## 来歴
2011年に「バーレスク東京 (英語: Burlesque Tokyo)」としてオープン。2024年2月に風営適正化法違反として摘発されたものの、報道から翌日、行政機関や専門家の相談のもと「特定遊興飲食店営業」の範囲で営業遵守を厳しくして営業を再開。
2024年5月から屋号を「ROKUSAN ANGEL（ロクサンエンジェル）」に変更。由来は“六本木三丁目に天使が降臨”。所属タレントの集合体「BURLESQUE TOKYO Fabulous Show Girl（バーレスクトウキョウファビュラスショーガール）」を発足、株式会社オフィスキューキューがマネジメントプロデュースを行っている。
2024年7月からテレビの冠番組「それゆけ!!63エンジェル!!」がTOKYO MXテレビで放送開始。MCはカンニング竹山と大久保佳代子、ディレクターは「とんねるずのみなさんのおかげでした」の総合演出マッコイ斉藤が担当。同年7月からラジオの冠番組「それゆけ!!63Angel!!のラヂオ」が渋谷クロスFMにてスタート。
2025年4月からABEMAにて冠番組「健全夜遊びドキュメンタリー63ANGEL!!」が放送開始。

## ショーのシステム
1日3回行われる公演で、女性ダンサーたちがポール・ダンスなどのパフォーマンスを披露する。「歌とダンスで世界を変える、歌とダンスで魔法にかける」をモットーに掲げている。店内全体にLEDビジョンが設置されている。ショー演出家の内藤良太がプロデューサー、ディレクターを務めている。2017年に店舗を移転し、リニューアルされた。
RION(リオン)というバーレスク東京内で使えるチップがある。
ショーでは知名度の高い曲を中心に約8曲のパフォーマンスが披露される。

## 所属するショーガール
在籍100名を超えるダンサーを抱える。
主にTenchim、COCO、Marin、Futaba、Momo、Mirei、Urara、Yukaなどが所属。
年末にはNo.1を決めるアワード"Queen Of Burlesque"というイベントがあり、2022年、2023年はMomo、2024年はMireiがグランプリに選ばれた。

## 冠番組
- 「それゆけ!!63エンジェル!!」（TOKYO MXテレビ、2024年7月4日 - ） - 毎週金曜日 1:30 - 2:00（木曜深夜、JST）
- 「それゆけ!!63Angel!!のラヂオ」（渋谷クロスFM、2024年7月20日 - ） - 毎週土曜日18:00〜
- 「健全夜遊びドキュメンタリー63ANGEL!!」（ABEMA、2025年4月19日 - ） - 毎週土曜日20:00～

## CD／配信

### A-Queen from バーレスク東京
- 「ミラクルナイト」 [2CD+DVD] （バーレスク東京レコード、2015年6月17日、BTR-002） - テレビ東京系ドラマ『LOVE理論』の挿入歌

- 「MATSUGE」（2016年9月7日） - メジャーデビュー曲

- 「TOKYO 2020」 [2CD+DVD] （DREAMUSIC、2017年9月20日、FOCD-0046/48）

### キュンキュンクリーム
- 「上海ロマンス」（2015年7月15日）

### BURLESQUE TOKYO Fabulous Show Girl
- 「竜宮城バーレスク」（2025年5月21日）

## DVD
- 「PREMIUM BURLESQUE SUPER LASVEGAS」 (CD+DVD)（Future RECORDS、2016年9月7日、QAFR-7001）

## 写真集
- 「美味しくみのりました♡」（イーネット・フロンティア、2018年9月21日、ENFD-5859）
- 「わたしをひとりじめ・・・」（竹書房、2018年12月21日、TSDS-42364）
- 「はじめての、ももいろ」（コペル、2022年5月24日、COPER010）
- 「きらめき」（コペル、2022年11月25日、COPER012）

### 冠番組X
- 健全夜遊びドキュメンタリー63Angel!!【番組公式】 (@soreyuke63Angel) - X
- それゆけ!!63Angel!!のラヂオ (@63angelradio) - X